# Can't Get Enough (Tamia)
Can't Get Enough è un singolo della cantante canadese Tamia, pubblicato nel 2006 ed estratto dal suo quarto album in studio Between Friends.

## Tracce
- CD Singolo

1. Can't Get Enough (Album Version) – 3:48
2. Can't Get Enough (Instrumental) – 3:48

## Video
Il videoclip della canzone è stato diretto da Darren Grant e girato a Miami.